# Timandra extremaria
Timandra extremaria är en fjärilsart som beskrevs av Walker 1861. Timandra extremaria ingår i släktet Timandra och familjen mätare. Inga underarter finns listade i Catalogue of Life.